# Dichochrysa medogana
Dichochrysa medogana är en insektsart som först beskrevs av C.-k. Yang et al in Huang et al. 1988.  Dichochrysa medogana ingår i släktet Dichochrysa och familjen guldögonsländor. Inga underarter finns listade i Catalogue of Life.